# Egoísta (canção)
"Egoista" é uma canção da cantora e compositora mexicana Belinda, lançado como primeiro single do seu terceiro álbum de estúdio Carpe Diem em 8 de fevereiro de 2010 em estações de rádio, e digitalmente em 23 de fevereiro de 2010. 
A canção conta com a participação do rapper Pitbull. A canção foi originalmente gravada em espanhol, mas mais tarde foi re-lançado também em Inglês. Foi realizado um vídeo musical para a canção, para a versão em Inglês.

## Informações
"Egoista" é o primeiro single do 3º álbum de estúdio da cantora, Carpe Diem. O single, que conta com a parceria de Pitbull, foi lançado no dia 8 de fevereiro em todo o mundo. Depois do sucesso da canção, a cantora quis estender seu sucesso, gravando uma versão em inglês.

## Videoclipe

### Gravação e Vestuário
Uma parte do vídeo da música foi filmado em Miami, junto com Pitbull no final de março de 2010. Em maio de 2010 ela filmou a segunda e última parte do vídeo, em que ela usou quatro roupas diferentes, incluindo um vestido branco com faixas pretas e um grande arco-de-rosa em sua cabeça, como na capa do álbum Carpe Diem, a pedido do público. 

### Definição
O vídeo foi definido em um cenário gótico, com um castelo e elementos de cores preto, rosa e vermelho, e na companhia de bailarinos e dois cães. O vídeo da música foi lançado na versão em Inglês e Espanhol, já que a gravação foi feita simultaneamente com a colaboração do diretor de fotografia Vance Burberry, que já trabalhou com artistas como Madonna, Britney Spears, Marilyn Manson e Santana.

### Direção e Roteiro
A própria Belinda foi a diretora do vídeo junto com Vance Burberry. O vídeo foi produzido por Belinda e Nacho Peregrín O roteiro foi co-escrito por Belinda, Shain Daniel e Nacho Peregrín. 

### Lançamento
O vídeo da música foi lançado em 21 de junho em sua conta oficial no YouTube e em 22 de junho no MTV América Latina e canais de outros vídeos musicais.

## Lista de faixas
| Download digital |           |                                                                        |         |  |
| N.º              | Título    | Compositor(es)                                                         | Duração |  |
| 1.               | "Egoísta" | Belinda, Armando Perez, Nacho Peregrín, Jimmy Harry, Jessie Malakouti. | 3:24    |  |

## Desempenho

### Posições
| Paradas (2010)                                     | Posições |
| -------------------------------------------------- | -------- |
| Argentina - Argentina Top 100                      | 6        |
| Brasil - Brasil Hot 100                            | 13       |
| Chile - Chile Top 100                              | 7        |
| Colômbia - Colombia Top 100                        | 8        |
| Costa Rica - Costa Rica Top 100                    | 46       |
| El Salvador - El Salvador Top 40                   | 24       |
| Estados Unidos - Billboard Latin Songs             | 28       |
| Estados Unidos - Billboard Latin Pop Songs         | 18       |
| Estados Unidos - Billboard Tropical Songs          | 29       |
| Guatemala - Guatemala Top 100                      | 22       |
| Guatemala - Guatemala Top 40                       | 20       |
| Honduras - Honduras Top 40                         | 13       |
| México - México Top 100                            | 1        |
| México - México Pop Latino Top 40                  | 5        |
| Nicarágua - Nicaragua Top 40                       | 10       |
| Paraguai - Paraguai Top 40                         | 28       |
| República Dominicana - República Dominicana Top 40 | 22       |
| Uruguai - Uruguai Top 40                           | 8        |